# Ossaea coriacea
Ossaea coriacea är en tvåhjärtbladig växtart som först beskrevs av Charles Victor Naudin, och fick sitt nu gällande namn av José Jéronimo Triana. Ossaea coriacea ingår i släktet Ossaea och familjen Melastomataceae. Inga underarter finns listade i Catalogue of Life.